# Ab Kettleby
Ab Kettleby est une paroisse civile et un village du Leicestershire, en Angleterre.